# 김서경 (배우)
김서경(본명 : 김현중, 1985년 3월 26일 ~ )은 대한민국의 배우이다.

## 학력
- 세종대학교 호텔경영학과

## 출연작

### 영화
- 《고산자, 대동여지도》 (2016년) ... 어부 1 역
- 《봉이 김선달》 (2016년) ... 별궁 금군 역
- 《깡철이》 (2013년) ... 츄리닝 역
- 《반창꼬》 (2012년) ... 영모 (구조대원) 역
- 《간첩》 (2012년) ... 안가외부안내요원 역
- 《통통한 혁명》 (2012년) ... 포토그래퍼 역
- 《은교》 (2012년) ... 카센터정비기사 역
- 《범죄와의 전쟁: 나쁜놈들 전성시대》 (2012년) ... 웨이터 2 역
- 《코리아》 (2012년) ... 남한보안요원 3 역
- 《오직 그대만》 (2011년)

### 드라마
- 《굿보이》 (2025년, JTBC) - 김석현 역
- 《너는 나의 봄》 (2021년, tvN) ... 천승원 역
- 《저녁 같이 드실래요?》 (2020년, MBC) ... 이병진 역
- 《나의 나라》 (2019년, JTBC) - 천가 역
- 《하늘에서 내리는 일억 개의 별》 (2018년, tvN) - 황건 역
- 《미스 마 - 복수의 여신》 (2018년, SBS) - 하은직 역
- 《플레이어》 (2018년, OCN) - 마이크 역
- 《보이스 2》 (2018년, OCN)
- 《나쁜 녀석들 : 악의 도시》 (2017년, OCN)
- 《투깝스》 (2017년, MBC) ... 남미남 역
- 《크리미널 마인드》 (2017년, tvN) ... 강재덕 역
- 《군주 - 가면의 주인》 (2017년, MBC) ... 곤 역
- 《빙구》 (2017년, MBC)
- 《굿 와이프》 (2016년, tvN) ... 김우열 역
- 《미세스 캅 2》 (2016년, SBS)
- 《마담 앙트완》 (2016년, JTBC)
- 《아름다운 당신》 (2015년, MBC)
- 《화정》 (2015년, MBC) ... 이시방 역
- 《딱 너 같은 딸》 (2015년, MBC) ... 김 피디 역
- 《빛나거나 미치거나》 (2015년, MBC)
- 《하이드 지킬, 나》 (2015년, SBS)
- 《삼총사》 (2014년, tvN) ... 마부대 역
- 《개과천선》 (2014년, MBC)
- 《감격시대》 (2014년, KBS2) ... 망치 역
- 《남자가 사랑할 때》 (2013년, MBC) ... 한태민 / 로이 장 역

### 광고
- 버커루
- SK텔레콤

### 뮤직비디오
- 레이디 제인 - 제이니 (2011년)